# 自由檔案格式
自由檔案格式是指沒有受到任何專利權或著作權保護的檔案格式。自由檔案格式的相容性通常更大，並且可以防止單一廠商束縛（vendor lock-in），也是開放系統的組成基礎。

## 檔案歸檔與壓縮
- 7z，歸檔與壓縮（LZMA）格式
- bzip2, gzip, xz (LZMA), lzo，壓縮算法与相应的文件格式
- cpio，归档格式
- Tar，歸檔格式

## 多媒體
- PNG，非破壞性資料壓縮格式
- APNG，建基於PNG的動畫格式，另有MNG
- SVG，基于XML的矢量繪圖格式
- Ogg（音頻與影片格式）
  - Vorbis，音頻編碼
  - Theora，影片編碼
  - Tarkin，影片編碼
  - FLAC，無損音頻編碼
  - Speex，即時語音編碼

Ogg檔案格式與Vorbis編碼是為了與廣泛使用但卻受到軟體專利權保護的MP3音頻壓縮檔案格式競爭而設計的。
- Opus codec

## 文字
- HTML/XHTML，網頁所用的標記語言
- OpenDocument，開放文檔格式
- RTF，格式化文字檔案格式
- TXT，原始文字檔案

## 页面描述/标记
- PDF，可攜式文件格式
- PostScript，頁面描述語言與程式設計語言
- DjVu，计算机文件格式

## 其他
- NZB，Usenet上的多部件二進位檔
- SQL，資料庫
- XML，多用途的標記語言
- Descript.ion，是一種為檔案提供注釋的文字檔案

## 參看條目
- 開放檔案格式
- 開放標準
- 自由軟體
- 開放原始碼
- 開源編碼